# 高家炫
高 家炫（こう かげん、ガオ・ジアシュアン、英語: Gao Jiaxuan、2005年3月27日 - ）は、中華人民共和国の男子バドミントン選手。

## 経歴
2025年から混合ダブルスで呉夢瑩とペアを組む。
5月のタイ・オープンでは、準決勝では世界ランク4位の鄧俊文 / 謝影雪を21-6, 21-14で破る番狂わせを起こし準優勝を果たす。